# Kempo
Kempō Karate sau numai Kempō, cunoscut de asemenea sub varianta de Kempo sau Kento (Kanji 拳法), este numele câtorva arte marțiale Japoneze, care s-a dezvoltat pe la mijlocul secolului XX printre altele din arta de luptă a călugărilor chinezi Shaolin ("Quan-Fa" sau Kung-Fu) și descendentul acestei arte marțiale pe insula Okinawa, Karate-Do. Natura generică a termenului, combinată cu adoptarea sa la scară largă, inter-culturală în comunitatea de arte marțiale a dus la multe definiții divergente.

## Originea termenului
Kempō originează din pronunția japoneză a două semne chinezești, care în China se pronunță "Quan-Fa" sau "Chuan-Fa" (Kung-Fu), iar în Japonia se pronunță "Ken-Po" sau "Kem-Po". În țara de origine, China, Quan-Fa este un termen general pentru toate artele marțiale. Pe insula Okinawa și ulterior în Japonia termenul de Kempō după anii 1930 a fost înlocuit de termenul "Karate", pentru a ascunde originea chinezească a artei marțiale și a cuvântului.

## Ierarhia în Kempo
În Kempo, la fel ca și în alte arte marțiale sunt folosite centuri de diferite culori pentru a se diferenția vechimea dar și priceperea celor ce practică stilul.
Ierarhia centurilor:
- Albă cu tresă galbenă (albă 5 kiu);
- Galbenă (galbena 7 kiu);
- Portocalie;
- Verde;
- Albastră;
- Maro;
- Neagră;
- Neagră cu un dan, gradul numindu-se: Sempai;
- Neagră cu 2 dani până la neagră cu 4 dani inclusiv, gradul numindu-se: Sensei;
- Neagră cu 5 dani, gradul numindu-se: Renji;
- Neagră cu 6 și 7 dani, gradul numindu-se: Shihan;
- Neagră cu 8 și 9 dani;
- Neagră cu 10 dani, gradul numindu-se: Mejin.

## Stiluri
- Kosho Shorei Ryu - Kempo Karate

numit și stilul "Batrânului Pin" de la locul unde a fost fondat acest stil de Kenpo japonez de călugări în urmă cu aprox 750 de ani. Școala are ca emblemă un octogon, semnificând cele 8 direcții de deplasare, cele 3 poziții ale mâinii din salutul ezoteric al școlii precum și pinul, bambusul și floarea de cireș; fiecare având semnificații multiple, ezoterice. Școala conține tehnica cu și fără arme, lovituri, forme articulare, atacuri pe puncte vitale, medicina tradițională, masaje și caligrafie. În România se poate practica de asemenea școala Kosho Shorei Ryu Kenpo Arhivat în 7 septembrie 2006, la Wayback Machine..
- Chinese Kara-Ho Kempo Karate

un stil de sine stătător dezvoltat pe insulele Hawaii de către maestrul William Chow (1914 – 1987), fiu al unui călugăr chinez Shaolin și a unei femei din Hawaii. Kara-Ho înseamna "unitate de corp, suflet și rațiune).
- American Kenpo Karate (Ed Parker Kenpo)

un stil dezvoltat de Edmund Kealoha Parker, care e o mixtură de tehnici vechi și noi din diferite culturi (chineză, okinawiană, hawaiiană, americană) și care urmărește aplicabilitatea ca sistem de autoapărare "pe stradă".
- Shaolin Kempo
- Shorinji Kempo

Shaolin Kempo este un stil de kempo fondat de maestrul Chen Tao Tze (Sifu Tse Meijers / Tze-Gerard Karel Meijers), un călugăr Shaolin, în anii 1950 în Olanda.
Shorinji Kempo este o artă marțială ezoterică Japoneză, considerată o adaptare a Shaolin Quanfa. A fost formată în 1947 de către Doshin So, (宗 道臣 Sō Dōshin), un practicand de arte marțiale Japonez și fost agent de informațiiilitare. 

## Liste parțiale de stiluri, sisteme și grupe
- - British Kempo Society
  -  Arhivat în 13 iunie 2006, la Wayback Machine. Kenpo Martial Arts of Nanaimo, British Columbia
  - Scottish Kempo Academy Yoshin Kempo
  - Goshin-Ryu Kempo Jörgen Jörgensen
  - Shorei Kempo Arhivat în 19 mai 2006, la Wayback Machine. [Lineage: Anko Itosu/Robert Trias/Rev. William Foster Arhivat în 6 mai 2006, la Wayback Machine. ]
  -  Arhivat în 5 martie 2007, la Wayback Machine. Thunderbolt Kenpo International.
  - Mitose and Chow Lineage
  - International Kenpo Karate Society
  - Kosho Shorei Kenpo also known as Kosho Ryu Kenpo
  - Chi Lin Kempo
  - Chinese Kenpo
  - Kempo Jutsu (Ferreira)
  - AKKA (American Kenpo Karate Academy)
  - Wu Shen Pai Kenpo
  - Christopher N. Geary's Shaolin Kempo Karate
  - Chinese Kara-ho Kempo Karate Arhivat în 4 iulie 2006, la Wayback Machine.
  - AKKI (American Kenpo Karate International)
  - American Kenpo
  - Shaolin Kenpo (Ralph Castro)
  - Nick Cerio's Kenpo
  - Gasan Ryu Kenpo Arhivat în 26 septembrie 2008, la Wayback Machine. (Chamberlain)
  - Shaolin Kempo Karate (Villari)
  - Kanzen Kenpo
  - Kajukenbo
  - Tracy's Kenpo
  - Kiyojute Ryu Kempo
  - Karazenpo Go-Shinjutsu
  - LTKKA - Larry Tatum
  - CHA3
  - Worldwide Kenpo Karate Association
  - Zen Bu Kan Kempo Karate Arhivat în 4 martie 2016, la Wayback Machine. (popular in Australia and Hungary)
  - Shorinji Kempo
  - Ryukyu Kempo Arhivat în 22 iunie 2006, la Wayback Machine. (Okinawan)
  - Okinawan Kenpo
  - Shorinji Tetsu-Ken Kamishin Ryu Arhivat în 19 octombrie 2006, la Wayback Machine.
  - American Tetsu Shin Ryu Kempo Arhivat în 13 iunie 2006, la Wayback Machine.
  - Shorinji Toraken Ryu Sogo Kempo Jutsu
  - Shaolin Chuan Fa
  - Shaolin Kempo Karate Arhivat în 16 iunie 2006, la Wayback Machine.
  - Southeastern Kenpo Karate Ju-Jitsu Brotherhood Professor Bob Myers
  - Kenpo Kai
  - European Kenpo Kai Organization
  - International Kenpo Kai Organization
  - Syracuse Academy of Self-Defense Kempo School; Syracuse, NY USA Arhivat în 23 aprilie 2006, la Wayback Machine.
  - United Studios of Self Defense
  - Kun-Tao (Shaolin Chuan Fa as taught in the Netherlands) and its daughter school Arhivat în 13 iunie 2006, la Wayback Machine.
  - Tsuki Bu-Do Kai Kempo
- European Kenpo Kai Organization